# Chevrolet Independence

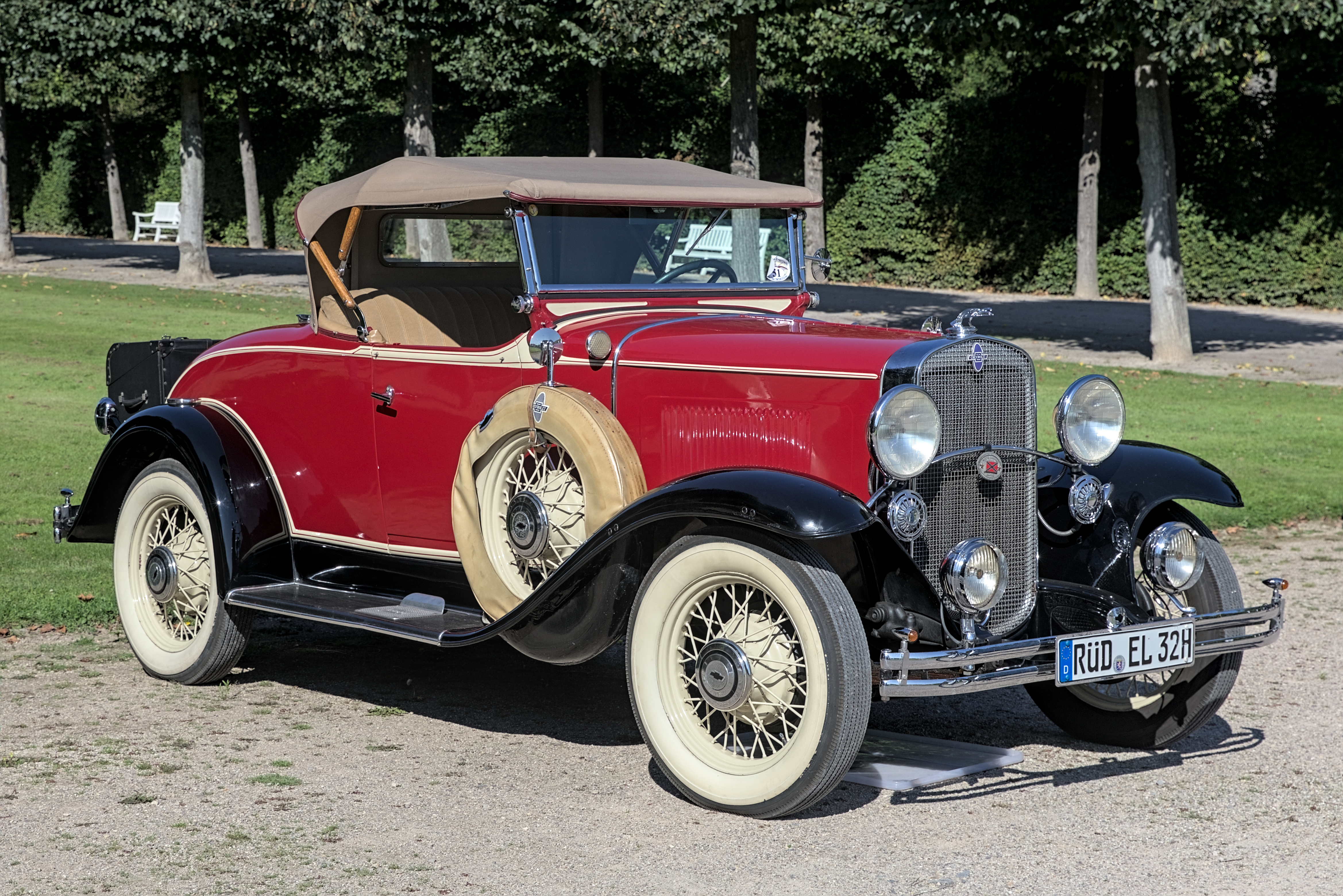
Chevrolet Independence Sport

Der Chevrolet Independence Serie AE war ein PKW der Mittelklasse, der nur im Modelljahr 1931 von Chevrolet als einzige Modellreihe und Nachfolger des Universal Serie AD hergestellt wurde. Das Fahrzeug wurde November 1930 eingeführt und war mit zwölf verschiedenen Karosserien – neun Zweitürer und drei Viertürer – verfügbar. Der Radstand war um 2″ auf 2769 mm gewachsen. Die Wagen hatten die oben gesteuerten Sechszylinder-Reihenmotoren (OHV) des Vorgängers. Die Maschine mit 3179 cm3 Hubraum entwickelte jedoch eine Leistung von 50 bhp (37 kW) bei 2600 min−1. Die Motorkraft wurde über eine Einscheibentrockenkupplung und ein manuelles Dreiganggetriebe an die Hinterräder weitergeleitet. Alle vier Räder hatten mechanische Trommelbremsen und waren serienmäßig als Drahtspeichenräder ausgebildet.
Die Verkaufspreise wurden gegenüber denen des Vorgängers nochmals gesenkt und lagen zwischen 475,-- und 650,-- US-$. Trotz der längeren Modelllaufzeit von 13 Monaten (beim Universal waren es nur 11) wurden nur 623.901 Exemplare gebaut. Im Dezember 1931 setzte Chevrolet den Universal zu Gunsten des neuen  Confederate Serie BA ab.